# نیگاماتوو
نیگاماتوو (به لاتین: Nigamatovo) یک منطقهٔ مسکونی در روسیه است که در باشقیرستان واقع شده‌است.